# Folioceros spinisporus
Folioceros spinisporus là một loài rêu trong họ Anthocerotaceae. Loài này được Stephani D.C. Bhardwaj mô tả khoa học đầu tiên năm 1975.